# 折戸マリ
折戸 マリ（おりと まり、1980年7月25日 - ）は、日本の女性声優。アイムエンタープライズ所属。東京都出身。

## 人物
- 日本ナレーション演技研究所卒業[1]。
- 2000年4月に『KiraKira☆メロディ学園』第2期生として入学（同年7月に脱退）。
- 自他ともに認める超々『モンスターハンター』フリーク。
- 『モンハンラジオ』のスタッフが「声優でモンハンと言えば誰か」と聞き回ったとき、多くの人が「それはアイムの折戸でしょう」と答えたほどである[4]。
- 日笠陽子、利根健太朗と仲が良く、日笠の出演する『おどろき戦隊 モモノキファイブ』には、利根と共にゲストとして出演したこともある（2011年1月6日放送分）。
- 趣味は機械を見ること・バレーボール・バドミントン・スキー、特技はバランス・イラスト[1]。

## 出演

### テレビアニメ
2000年代
- 吉宗（2006年、くの一）
- N・H・Kにようこそ!（2006年、イス / 電話機）
- 銀河鉄道物語 〜永遠への分岐点〜（2006年、ドリス）
- アラド戦記 〜スラップアップパーティー〜 （2009年、プロヘン、妹A、妹AC、ヘビ）
- WHITE ALBUM（2009年、生徒、アナウンサー）

2010年代
- エリアの騎士（2012年、なでしこ8番、お姉さん）
- 黒魔女さんが通る!!（2012年、マリア・サンクチュアリ）
- クレヨンしんちゃん（2012年、お天気のお姉さん）

### ゲーム
- クイズRPG 魔法使いと黒猫のウィズ（2016年、エスメラルダ・アウルム）

### ラジオ
※はインターネット配信。
- 折戸マリ・矢薙直樹の妄想読本の作り方（webラジオ※）
- ふぃあ通（F.E.A.R.公式サイト※）
- 天下の折戸庵（webラジオ※）
- Viva Windows Live!（2008年8月16日 - 9月13日、web番組※）
- モンハンラジオ（2009年7月31日 - 11月6日、モンスターハンター公式サイト内※）[5]
- 利根健太朗と折戸マリの赤坂That's団!（2012年8月3日 - 2015年3月、らじこん内※）

### ドラマCD
- あっちこっち（女子生徒2）
- よつラジ オリジナルラジオドラマ Edge
- B壱（GETくん）

### 吹き替え
- ER XV 緊急救命室（フィリップ〈マーク・フィア〉）#15

### ナレーション
- ラジオCM Honda Cars店（エフエム東京）

### 舞台
- 演劇集団イヌッコロ 「冒険者たちのホテル」（2016年3月、テアトルBONBON）
- イヌッコロVSシザーブリッツ・デュエル公演 「ご町内デュエル」（2016年10月27日 - 2016年11月6日、サンモールスタジオ）

### その他
- 恋するデコメ(CM)（恋する熊／ナレーション）
- ときドキ時計（愛国すず（ネコ娘））